# Operatie Wunderland
Operatie Wunderland (Duits: Unternehmen Wunderland) was een grootschalige operatie, die tijdens de Tweede Wereldoorlog, in de zomer van 1942, werd uitgevoerd door de Kriegsmarine in de Noordelijke IJszee, gericht tegen de Noordelijke Zeeroute. De Duitsers wisten dat veel schepen van de Sovjetmarine hun toevlucht hadden gezocht in de Karazee, aangezien het pakijs aldaar hen gedurende 10 maanden per jaar kon beschermen tegen vijandelijke zeeoperaties. De Duitse legerleiding besloot daarom tijdens de korte zomerdooi een snelle operatie uit te voeren naar de Karazee om zo veel mogelijk Russische schepen te vernietigen. Deze operatie kreeg de naam 'Unternehmen Wunderland'.
Op 16 augustus 1942 verliet de zware kruiser Admiral Scheer onder leiding van commodore Meendsen-Bohlken de haven van Narvik en voer naar de Barentszzee. Het oorlogsschip werd hierbij vergezeld door de U-boten U-601 (kapitein Grau) en U-251 (luitenant-kapitein Timm) en de torpedojagers Friedrich Eckoldt, Erich Steinbrinck en Richard Beitzen.
Op 19 augustus voeren de schepen rond Kaap Zjelania de Karazee binnen, die toen redelijk vrij van ijs was. Een dag later, op 20 augustus, vloog een vliegtuig vanaf de Admiral Scheer naar het eiland Kravkova van de Mona-eilanden en ontdekte er drie groepen Sovjetschepen, waaronder de ijsbrekers Lenin en Krasin. Mist en drijfijs weerhielden de Duitse oorlogsschepen er echter van om tot de aanval over te gaan. Toen de schepen uiteindelijk aankwamen bij de Mona-eilanden, waren de Russische schepen al vertrokken. De Admiral Scheer draaide daarop naar het noordoosten, in de richting van de Nordenskiöldarchipel.
Na aanvankelijk de Sovjetschepen te zijn misgelopen, wist de U-601 op 24 augustus echter het eerste Russische slachtoffer te maken door de Sovjetstoomboot Koejbysjev (2.332 BRT) te laten zinken. Op de 25e stuitte de Admiral Scheer vlak bij de noordwestelijke kust van het eiland Roesski (aan de noordeinde van de Nordenskiöldarchipel) op de Russische ijsbreker Sibirjakov (onder het commando van kapitein Katsjarev) en bracht haar na een ongelijk gevecht tot zinken. De Admiral Scheer voer daarop terug naar de Mona-eilanden, op zoek naar meer Sovjetkonvooien, maar nadat ze er geen meer kon vinden, voer ze terug naar de Nordenskiöldarchipel en probeerde daar de twee konvooiroutes vanuit de Straat Vilkitski te doorkruisen. Daar bleef haar zoektocht opnieuw vruchteloos, waarop de zware kruiser dan maar besloot om naar het zuidoosten te varen, naar het eiland Dikson, om de militaire installaties van de Sovjets daar te verwoesten. De zware scheepskanonnen van de Admiral Scheer zorgden voor zware schade aan land en wisten ook de daar voor anker liggende Sovjetschepen Dezjnjov (SKR-19) en Revoloetsioner zwaar te beschadigen. Op 30 augustus ten slotte voer de Admiral Scheer terug naar Narvik.

## Onderzeebootactiviteiten
De U-209 (onder luitenant-kapitein Brodda) bracht eerder op 17 augustus ten westen van de Straat Joegor een transportkonvooi van de NKVD tot zinken, dat bestond uit de transportschepen Nord en Komsomolets en de lichte schepen Sj-III en P-IV. Blijkbaar waren er 328 politieke gevangenen aan boord, waarvan 305 werden gedood door artillerievuur of verdrinking. De U-456 (onder luitenant-kapitein Teichert) probeerde op 20 augustus de Sovjetijsbreker Fjodor Litke (SKR-18) te doen zinken nabij het dorp Beloesja Goeba, maar de torpedo's misten hun doel. De U-255 en U-209 bombardeerden Kaap Zjelania (waarbij het weerstation werd verwoest) en Chodovaricha op respectievelijk 25 en 28 augustus.
De U-boten bleven echter ook nog in september actief. Op 8 september dook de U-251 vlak bij het eiland Oejedinenia op en verwoestte het weerstation van de Sovjets aldaar met kanonvuur. Ook in latere jaren zouden Duitse onderzeeboten nog op de Barentszzee en de Karazee actief blijven. Op diverse plekken zijn later geheime Duitse bases teruggevonden, tot in het binnenland van de oblast Archangelsk (Okoelovameer; ontdekt in 1989) en bij de Lenadelta (aan zuidoostzijde nabij de Neelovabaai; ontdekt in 1985).

## Conclusie
Operatie Wunderland was slechts matig succesvol. Door de slechte weersomstandigheden en een overvloed aan ijsstromen kwamen de schepen niet verder dan de Straat Vilkitski. Hierdoor had de strooptocht slechts effect op de activiteiten in de Barentszzee en de Karazee. Tegen midden september moest de operatie worden afgebroken aangezien het water alweer begon te bevriezen en pakijs zich begon te vormen. Met name de Karazee, die veel eerder bevriest aangezien de zee niet wordt beïnvloed door de warme Noord-Atlantische stroom.